# IX Festival de Antofagasta
La IX versión del Festival de Antofagasta fue un evento realizado los días 11, 12 y 13 de febrero de 2017 en el Estadio Regional Calvo y Bascuñán de la ciudad de Antofagasta en Chile. El evento fue desarrollado por la Municipalidad de Antofagasta a través de la Corporación Cultural.
Este tuvo la particularidad de no realizarse el día 14 de febrero (día del aniversario de la ciudad) y también por la cancelación del show pirotécnico, para destinar los recursos de estos a los damnificados de los incendios producidos en el sur de Chile en el verano el 2017

## Festival Solidario
Mediante la red social Twitter la entonces reelegida y polémica alcaldesa Karen Rojo, anunció que la entrada del festival será mediante donación tanto de alimentos no percibles como también útiles de aseo, que serán donados para las víctimas del incendio como también para ayuda de los voluntarios que están trabajando en la zona afectada.
| Día           | Donación |
| ------------- | --- |
| 11 de febrero | Artículos de seguridad Bloqueador, guantes, lentes de seguridad, mascarillas y productos para tratar quemaduras. |
| 12 de febrero | Artículos de aseo Pañales, jabón, confort, pasta de dientes y cepillo de dientes, toallas húmedas, entre otros.  |
| 13 de febrero | Alimentos no perecibles Productos enlatados, bebidas isotónicas, barras de cereal, entre otros.                  |

## Presentaciones

### Sábado 11 de febrero
- Los Ángeles Negros
- Los Jaivas[3]

### Domingo 12 de febrero
- Beto Cuevas
- Cultura Profética

### Lunes 13 de febrero
- Denise Rosenthal
- Américo

#### Artistas locales
Además, se presentarán los siguientes artistas locales, con fechas por confirmar:
- Jairo Hoffer
- Jayú
- Jano el Cantante
- Simma Hailly
- Kevin Edmond
- La Violeta Piedra